# Marlena Mieszała
Marlena Mieszała (ur. 2 maja 1977) – polska siatkarka, 19-krotna reprezentantka Polski w latach 1996–2002, występująca na pozycji środkowej bloku. Od sezonu 2013/2014 zawodniczka PMKS Sokołów S.A. Nike Węgrów.

## Kluby
| Klub                            | Lata gry    |
| ------------------------------- | ----------- |
| MKS Nike Węgrów                 | wychowanka  |
| Monte Schiavo Banca Marche Jesi | 2001 - 2002 |
| BKS Stal Bielsko-Biała          | 2002 - 2003 |
| Muszynianka Muszyna             | 2003 - 2008 |
| AZS Białystok                   | 2008 - 2009 |
| KPSK Stal Mielec                | 2009 - 2010 |
| PLKS Pszczyna                   | 2010        |
| Jedynka Aleksandrów Łódzki      | 2010 − 2013 |
| PMKS Sokołów S.A. Nike Węgrów   | 2013 - 2014 |

## Sukcesy
- 2003 –  mistrzostwo Polski
- 2006 –  mistrzostwo Polski
- 2008 –  mistrzostwo Polski